# Un million de dollars pour sept assassinats
Pour plus de détails, voir Fiche technique et Distribution.
Un million de dollars pour sept assassinats (Un milione di dollari per sette assassini) est un film d'espionnage franco-italien réalisé en 1966 par Umberto Lenzi.

## Synopsis
Michael King est embauché par Simpson, un riche banquier, pour retrouver son fils. Celui-ci est un physicien nucléaire connu, à peine disparu avec une formule secrète.
Arrivé en Égypte, il trouve le cadavre de l'homme. Le banquier offre alors à Michael cent mille dollars pour tuer l'ensemble de la bande responsable de sa mort. La chose la plus difficile sera de trouver la vraie identité du chef de cette bande.

## Fiche technique
Sauf indication contraire, les informations mentionnées dans cette section peuvent être confirmées par la base de données cinématographiques IMDb,  présente dans la section « Liens externes ».
- Titre original : Un milione di dollari per sette assassini[1]
- Titre français : Un million de dollars pour sept assassinats[2] ou 1.000.000 de dollars pour 7 assassinats
- Réalisation : Umberto Lenzi
- Scénario : Gianfranco Clerici, Umberto Lenzi
- Production : Fortunato Misiano
- Sociétés de production : Romana Film
- Musique : Angelo Francesco Lavagnino
- Photographie : Augusto Tiezzi
- Montage : Jolanda Benvenuti
- Décors : Pier Vittorio Marchi
- Costumes : Walter Patriarca
- Pays de production :  Italie,  France
- Langue : italien
- Format : Couleur - 2,35:1 - Mono - 35mm
- Genre : Espionnage[2]
- Durée : 91 minutes
- Dates de sortie :
  - Italie : 18 novembre 1966
  - France : 3 mai 1967[2]
  - Allemagne de l'Ouest : 9 juin 1967
  - Espagne : 16 juin 1969

## Distribution
- José Greci : Ellen
- Roger Browne : Michael King
- Erika Blanc : Anna
- Tullio Altamura (it) (sous le nom de « Tor Altmayer ») : Figuerez
- Antonio Gradoli (sous le nom d' « Anthony Gradwell ») : Pavlos
- Valentino Macchi : Le sergent
- Dina De Santis : Betty
- Wilbert Bradley : Doney
- Ales Dakar : Also
- Carlo Hintermann : Manfred Simpson
- Maria Tedeschi (it) : La femme de cérémonie à l'aéroport
- Nello Pazzafini (sous le nom de « Red Carter ») : Bruto
- Monica Pardo : Lilli
- Salvatore Borgese (sous le nom de « Mark Trevor ») : Un homme de main vêtu de noir
- Ivan Basta : Un homme de main
- Francesco De Leone : Un homme de main
- Renato Montalbano : Alì
- Claudio Ruffini (it) : James Nan